# Les Petites Heures de Jean de Berry
Pour les articles homonymes, voir Berry (homonymie).
Les Petites Heures de Jean de Berry est un livre d'heures que commanda le duc Jean Ier de Berry. Il est conservé à la Bibliothèque nationale de France sous la cote ms. lat. 18014. Il contient 182 miniatures.

## Histoire du manuscrit
Plusieurs artistes participent à la création de cette œuvre. Jean Le Noir, embauché à partir de 1372 par le duc, entame la décoration du manuscrit sans doute à partir de 1375. Son travail s'interrompt brutalement en 1380, sans doute à sa mort. Il laisse un grand nombre d'esquisses. Une deuxième équipe de quatre enlumineurs reprend le travail à partir de 1385 et jusqu'en 1390. Un seul d'entre eux a été identifié : il s'agit de Jacquemart de Hesdin, embauché par le duc à partir de 1384. Il réalise, par exemple, la miniature de la Nativité (f.38). Parmi les autres artistes, on distingue le Maître dit de la Trinité, qui intervient notamment dans la miniature du Baptême du Christ, le Pseudo-Jacquemart ainsi qu'un autre artiste anonyme. Vers 1412, le duc fait ajouter par l'un des frères Limbourg, peut-être Jean, une miniature le représentant en partance pour un pèlerinage.
Le duc de Berry, quelques jours avant sa mort, en 1416, fait don de son manuscrit à la femme de son trésorier Robinet d'Estampes, Jacquette. En 1606, le manuscrit appartient à Charles III de Lorraine. Le manuscrit passe ensuite successivement dans les mains de Madame de Chasnay, François Roger de Gaignières, Louis-Jean Gaignat et Louis César de La Baume Le Blanc, duc de La Vallière. En 1784, la collection de ce dernier est rachetée par la bibliothèque royale.

## Description

### Texte
Le manuscrit contient des textes très variés. Les derniers textes de prières et poèmes en français sont tirés du psautier de Bonne de Luxembourg. Les offices et prières ont été repris dans Les Très Belles Heures de Notre-Dame. Le texte a été copié par un copiste parisien identifié à Jean Lavenant, même s'il pourrait s'agir d'un autre scribe pour les heures de la Vierge. L'ouvrage contient les chapitres suivant :
- calendrier en français à l'usage parisien (f.1-6)
- enseignements et conseils en français (f.8-20v.) : Enseignements généraux sur la vie chrétienne s’adressant notamment aux princes et aux seigneurs et Enseignements de saint Louis
- heures de la Vierge à l'usage de Paris (f.22-51)
- psaumes pénitentiels et litanies (f.53-63v)
- oraisons en l’honneur de la Passion(f.63v-66v.)
- heures du saint Esprit (f.67-75v.)
- heures de la Passion et hymnes à la Vierge (f.76-97)
- prières et suffrages (f.97-182)
- heures de la Trinité (f.183-196)
- oraisons, en français et en latin (f.197-201)
- heures de saint Jean-Baptiste (f.203-215)
- office des morts à l'usage de Paris (f.217-237)
- expositions sur la Passion en français, suivi d’un dialogue entre la Vierge et saint Bernard sur la Passion (f.239-278v)
- Traité sur les six degrés de charité (en français) (f.278v-281)
- Dit des trois morts et des trois vifs (en français) (f.282-286)
- Complainte du crucifix (en français) (f.286-287)
- prière pour les voyageurs (f.289-290)

## Décorations et attributions

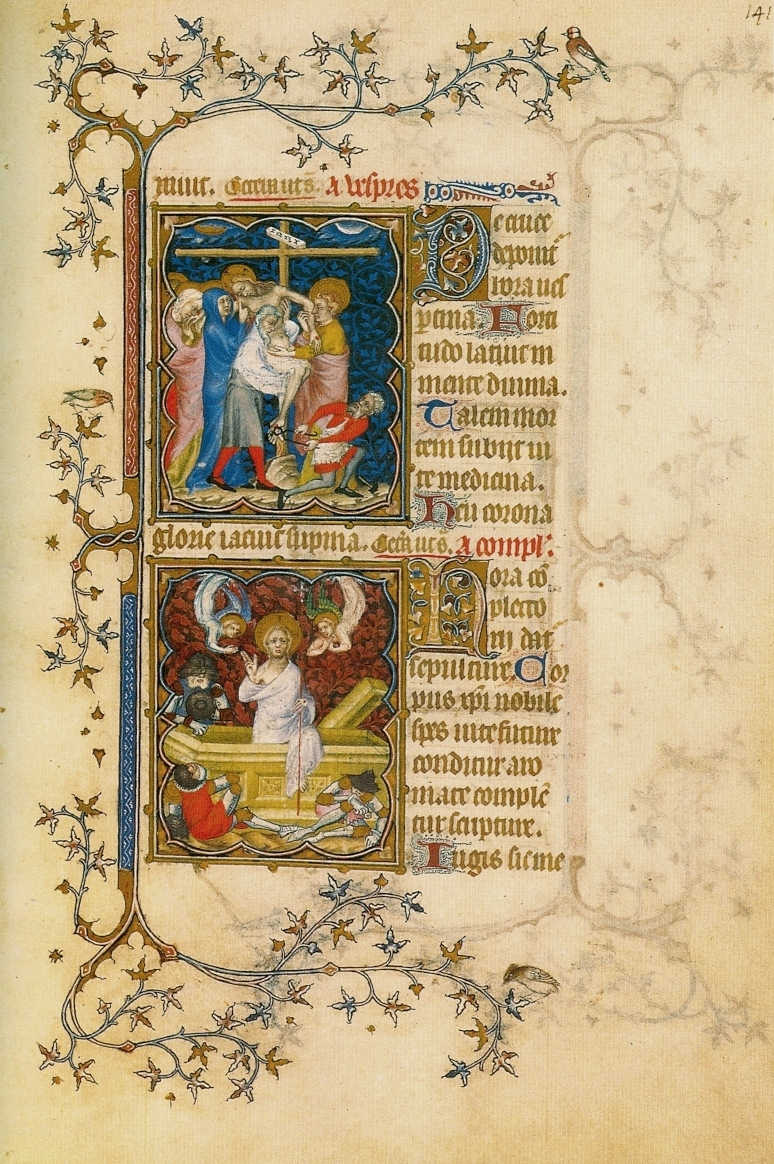
Miniatures du Folio 141, peintes par Jean Le Noir et complétées par le Pseudo-Jacquemart.

Le travail des enlumineurs sur les miniatures s'est réparti de la façon suivante :
- Les 13 grandes miniatures : f. 40, 53, 76, 79v, 82, 83v, 86v, 89v, 92v, 94v., 207, 208 et 212v. sont de la main de Jean Le Noir
- Les 8 grandes miniatures f. 8, 38, 40v, 42v, 45v, 203, 212, 214 sont complétées de la main de Jacquemart de Hesdin
- Les 22 grandes et petites miniatures : f. 183, 188, 189, 192, 194v. (heures de la Trinité), f. 67, 70, 72, 74, 158, 163, 137v, 140v, 141v, 100v, 103v, 196, 198v, 203, 209v, 211, 214 sont de la main du Maître de la Trinité
- Les 4 petites miniatures : f.160, 161, 186v, 199v sont de la main d'un artiste anonyme dit « Le Cinquième Maître » par Millard Meiss.
- Les 22 petites et grandes miniatures : f. 8, 9v, 12, 71, 73, 75, 134v, 136, 141, 142v, 144, 144v, 155, 164, 166, 191, 193, 196v, 197v ?, 198, 206, 217 ont été complétées par le Pseudo-Jacquemart à partir du dessin de Jean le Noir. Il est à l'origine des 35 miniatures suivante : f. 63v, 104, 104v, 105, 105v, 106v, 115v, 117v, 119, 119v, 120, 121v, 122, 123v, 132v, 139, 143, 143v, 145v, 162, 167-176v, 181v, 239, 267, 278v, 282, 286. Il est aussi l'auteur des décorations du calendrier.
- La grande miniature du f.288v. est peinte par les frères de Limbourg

La décoration secondaire est faite d'encadrement vignettes, ornés d'oiseaux. Elle contient par ailleurs 3 lettrines historiées (f.22 - représentant Jean de Berry en prière - 53, 76). Les pages à grande miniatures sont ornées d'une lettrine représentant le blason du duc de Berry.

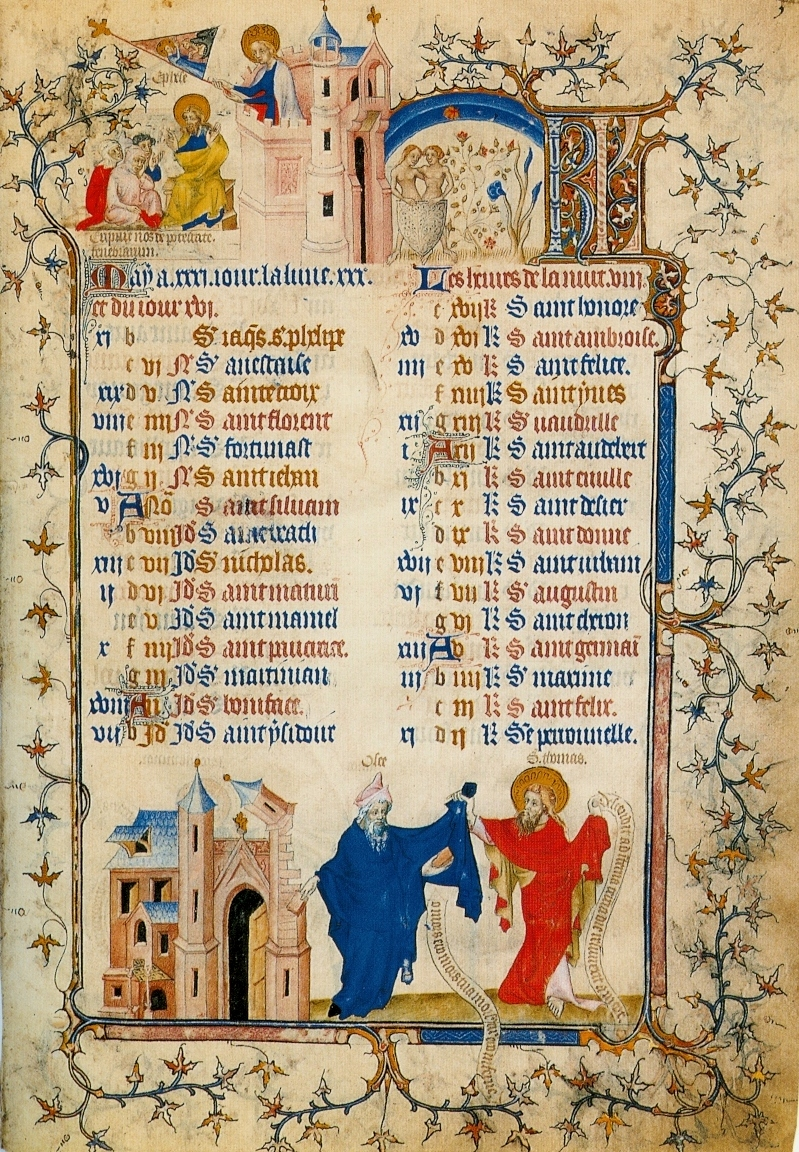
Page du calendrier par le Pseudo-Jacquemart.
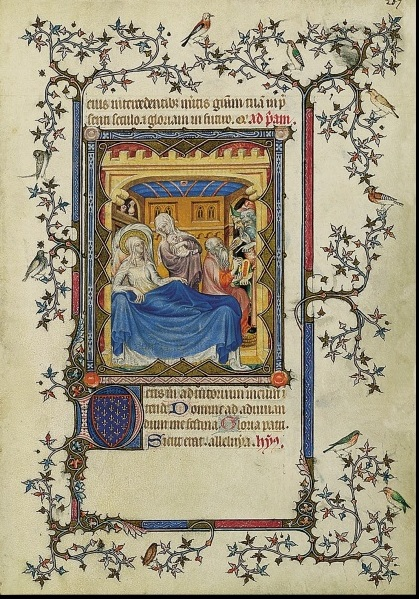
La naissance de Jean Baptiste par Jean le Noir, f.207.
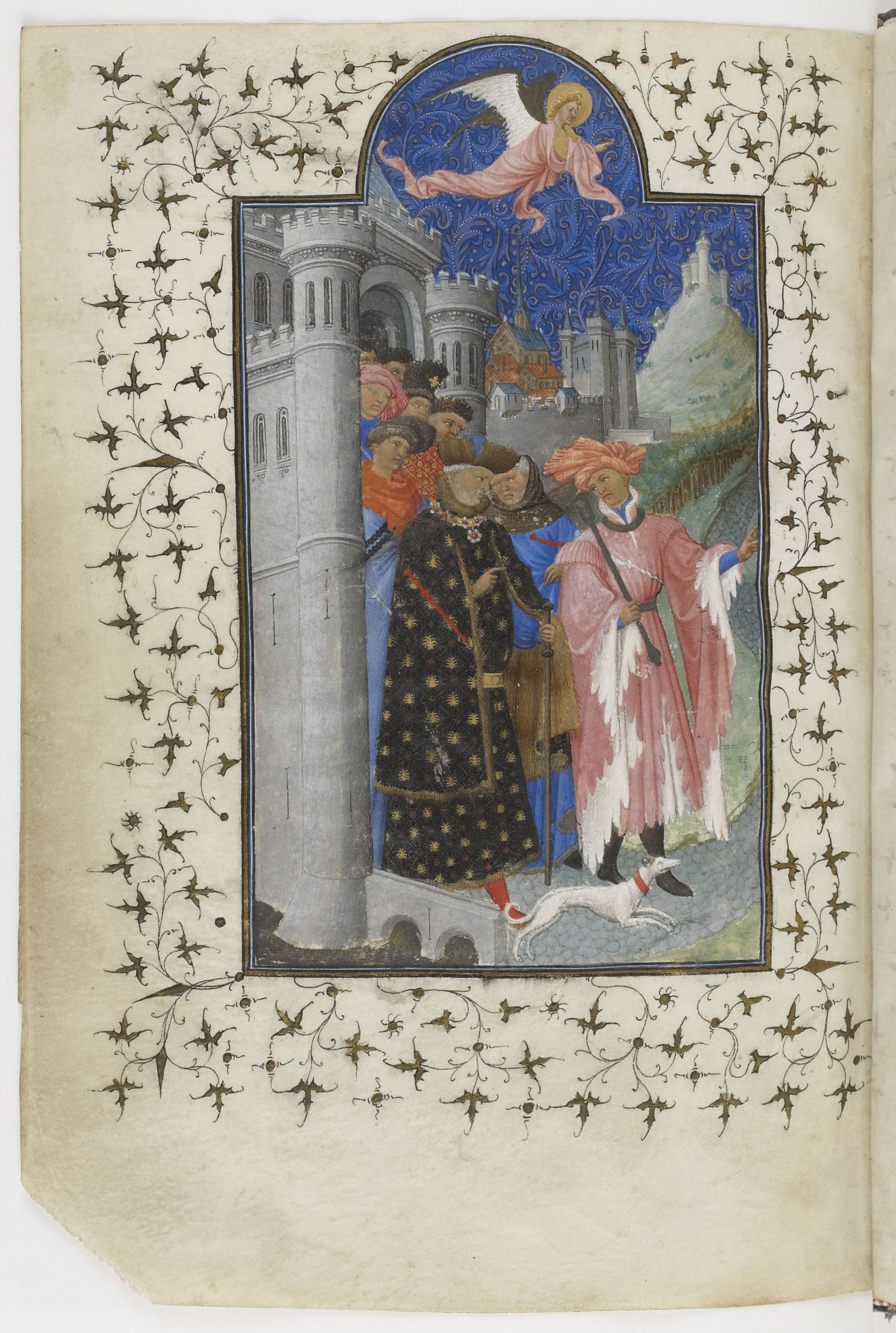
Départ pour un pèlerinage par les frères de Limbourg, f.288v.